# Emil Hanzelka
Emil Hanzelka (29. březen 1886, Kopřivnice – 26. leden 1973, Kopřivnice) byl zakladatel Lašského muzea v Kopřivnici, okresní konzervátor a památkový referent, předseda Československého červeného kříže, funkcionář Sokola, zakladatel a dlouholetý předseda kopřivnického odboru Klubu českých turistů.

## Život
Narodil se v Kopřivnici 29. března 1886 vyučenému kováři, zámečníkovi Vincenci Hanzelkovi a jeho ženě Marii, která pocházela z chudé větve fojtského rodu Šustalů. Obecnou školu absolvoval s vynikajícím prospěchem. Po absolvování obecné školy navštěvoval měšťanskou školu v Příboře a v roce 1900 nastoupil jako zámečnický učeň do zdejší kovárny. Po vyučení odešel studovat na průmyslovou školu do Brna. V roce 1907 nastoupil jako mistr lisovny v kopřivnické automobilce Tatra, kde působil až do roku 1919, kdy toto místo opustil a začal se věnovat obchodu, který převzala jeho manželka Ema po svém otci Josefu Čapkovi. Po založení Lašského muzea v Kopřivnici ho vedl až do svých pětaosmdesáti let.

### Rodinný život
Dne 8. května 1915 se v Kopřivnici oženil s Emmou Čapkovou, povoláním účetní (1887–1968).

## Dílo

### Vznik muzea v Kopřivnici
Jeho první snaha na vybudování muzea v Kopřivnici proběhla v meziválečném období, ale než mohla dojít k naplnění, přišla druhá světová válka. Po skončení druhé světové války požádal národní výbor o přidělení zkonfiskované vily po vnucích zakladatele kopřivnické automobilky Tatra Josefu a Maxi Šustalových. Základ muzea tvořila expozice památných a starožitných předmětů, zkameněliny, památky z dřevěného kostela, kopřivnická majolika. Muzeum bylo otevřeno 24. srpna 1947 v rámci oslavy 50 let výroby automobilů v Kopřivnici. V 50. letech zachránil samostatnost kopřivnického muzea zdůrazněním jeho průmyslové stránky větší specializací na automobily a začleněním muzea do podniku Tatra. Emil Hanzelka tak položil základy dnešní podoby muzejnictví v Kopřivnici. V expozicích se věnoval automobilové a vlastivědné historii stejně jako slavným rodákům.

### Ostatní zájmy
Okruh jeho zájmů nepatřil pouze Kopřivnici, ale rozšiřoval se i na vzdálenější okolí. Během působení jako okresní konzervátor a památkový referent v 50. letech minulého století zachránil dnešní ráz Štramberku s jeho dřevěnicemi, věnoval pozornost záchraně a renovaci rodného domu Georga Mendela v Hynčicích, zasloužil se o pamětní desku na rodném domě Kristiána Davida v Ženklavě, díky jeho úsilí byl zachráněn rodný dům Sigmunda Freuda v Příboře nebo zámek v Nové Vsi. Pro klub turistů koupil za symbolickou cenu zříceninu hradu Starý Jičín od hraběnky Deymové. Zasloužil se také o stavbu českých menšinových škol v poněmčených obcích v regionu Novojičínska v době po první světové válce (Ženklava, Butovice, Bartošovice, Nová Horka). Inicioval a dohlížel na archeologické práce na hradě Šostýn a na keltském sídlišti v okolí Šutyrovy studánky.
Po vzoru svého štramberského přítele MUDr. Hrstky založil a po celou dobu pak i vedl „Klub českých turistů“, který pod jeho vedením uskutečnil spoustu akcí. Vedle organizování četných výletů do Beskyd bylo hlavním cílem Emila Hanzelky přeměnit krásné kopřivnické lesy, masív Červeného kamene a Bílé hory v rekreační oblast. Často ze svých vlastních prostředků zajistil zhotovení četných laviček z půlkmenů dubů, které se členy klubu rozmístili na vhodných místech v lese. Do dnešního dne jsou užívány a zcela zdomácněly jeho názvy a pojmenování míst, například: Motýlí údolí, Husova lípa, Jasníkova studánka, Hrstkova cesta, Bezručova vyhlídka, Rozcestí čarodějnic, Janíkovo údolí a další. 
V archivu Muzea Fojtství v Kopřivnici jsou uloženy na tři stovky pořadačů regionálně historických archiválií, které nashromáždil Emil Hanzelka. Nashromáždil také velké množství hmotných památek, část starožitností získal darem nebo koupil od místních lidí. Po válce se mu podařilo zachránit některé kousky z majetku odsunutých Němců. Velmi cennou částí jeho odkazu je například herbář, sbírka fosilií, velké množství fotografií dnes již zaniklé Kopřivnice. Zachoval také písně, pohádky a pověsti Kopřivnicka, které zapisoval v původním dialektu, který dnes už vymizel.

### Knižní vydání pozůstalosti
Mezi lety 1980–1995 vydal Městský národní výbor v Kroměříži publikaci z pozůstalosti Emila Hanzelky Kopřivnice a její život v minulosti.

## Posmrtné uznání
V srpnu 2008 bylo Emilu Hanzelkovi uděleno čestné občanství města Kopřivnice.